# Taeniochorista similis
Taeniochorista similis är en näbbsländeart som beskrevs av Edgar F. Riek 1973. Taeniochorista similis ingår i släktet Taeniochorista och familjen Choristidae. Inga underarter finns listade i Catalogue of Life.